# Mus tenellus
Mus tenellus es una especie de roedor de la familia Muridae.

## Distribución geográfica
Se encuentra en Etiopía, Kenia, Somalia, Sudán, Tanzania, y, posiblemente en Eritrea. 

## Hábitat
Su hábitat natural es:la  sabana árida.